# Glenn Ringtved
Glenn Ringtved (født 30. marts 1968 i Usserød), opvokset i Hjørring og bosat i København, er en dansk forfatter. Han har blandt andet skrevet bøgerne om “Dreamteam”, ungdomsromanen "Dig og mig ved daggry" og billedbogen "Græd blot hjerte ..."
I 2013 vandt han Skriver-prisen for bogen En god dreng.
I 2013 modtog han sammen med Sanne Munk Jensen Kulturministeriets Forfatterpris for ungdomsromanen Dig og mig ved daggry.
I 2017 modtog han The Batchelder Award fra American Library Association for "Cry, Heart, but Never Break" (Græd blot hjerte ...)
I 2022 vandt han Blixen-prisen for Årets ungdomsbog for "En som Ida 1: Den kroniske kyssesyge."

## Udgivelser
- Benny Bøf-fugl, og andre historier fra Cirkus Bambino (Gyldendal 1995)
- Fidel Olsen og den flyvende Fohatwa (Gyldendal 1996)
- Kaptajn Krumbens historier (Gyldendal 1997)
- Mesterbokseren Tilde (Gyldendal 1998)
- Mælkeskæg og stjernedrys - rim og remser (Gyldendal 1998)
- Min indre Casanova (Gyldendal 1999)
- Da far var knægt (Gyldendal 1999)
- Rend mig i agterstavnen (Gyldendal 2000)
- Kys mig jeg hader dig (Gyldendal 2000)
- Drømmeprinsessen (Gyldendal 2000)
- Græd blot hjerte … (Gyldendal 2001)
- Billy the Kid (Gyldendal 2002)
- Bongo (Gyldendal 2003)
- Åh at være ... (Gyldendal 2003)
- Lovedrug (Gyldendal 2004)
- Sommerfuglen (Gyldendal 2004)
- Far på færde (Nordjyllands Landsbibliotek 2004)
- Den dag Gustavs tæer voksede ind i himmelen (Gyldendal 2005)
- Dreamteam 1 – Mod nye mål (Gyldendal 2006)
- Dreamteam 2 – Lad fødderne tale (Gyldendal 2006)
- Dreamteam 3 – Hola Manolo (Gyldendal 2006)
- Dreamteam 4 – Tilbuddet (Gyldendal 2006)
- Dreamteam 5 - Malaga tur/retur (Gyldendal 2006)
- Dreamteam 6 – Fodbold og kærlighed (Gyldendal 2007)
- Blokker (Forlaget Bagland 2007)
- Dreamteam 7 – Ven eller fjende (Gyldendal 2007)
- Duck in Danger 1: Den afskyelige snemand vender tilbage (Egmont Kids 2007)
- Duck in Danger 2: Den gyldne planet (Egmont Kids 2007)
- Far, mor og hele balladen (Gyldendal 2008)
- Dreamteam 8 – Bold, sved og tårer (Gyldendal 2008)
- Tyvetøs (Politikens Forlag 2008)
- For sent! (Gyldendal 2008)
- Dreamteam 9 – Rigtige venner (Gyldendal 2009)
- Er I der? – En facebookroman. Skrevet med Alberte Winding, Anne-Marie Donslund og Daniel Zimakoff. (Gyldendal 2010)
- Megawati og havet - Børnenes Ulandskalender-bog (Danida 2010)
- James Mus (Gyldendal 2012)
- Lille bokser (Gyldendal Uddannelse 2012)
- En god dreng (Gyldendal 2013)
- Dig og mig ved daggry. Skrevet med Sanne Munk Jensen. (Gyldendal 2013)
- Kings of Jutland (Gyldendal 2014)
- Vilde viking (Gyldendal 2014)
- Godnat, sagde katten (Gyldendal 2015)
- Dyt båt coconut (Gyldendal 2016)
- Hader, hader ikke (Carlsen 2018)
- Karl er usynlig (Gyldendal 2019)
- Lasse og lillebror løber hjemmefra (Gyldendal 2019)
- Lasse og lillebror spiser is (Gyldendal 2019)
- Her gik Victoria (Gyldendal 2020)
- En som Ida 1: Den kroniske kyssesyge (Gyldendal 2021)
- Menneskemonster (Gyldendal 2022)
- En som Ida 2: Stand-up (Gyldendal 2022)
- Den store pakkekrig (Carlsen 2023)
- Æsel og Væsel mødes på midten (Gyldendal 2024)
- Dit liv i mine hænder (Carlsen 2025) skrevet med Sanne Munk Jensen

## Priser
- 2002 Kulturministeriets æresliste (for Billy the Kid)
- 2004 Gyldendals boglegat
- 2007 Gyldendals Pippi-præmie
- 2013 Skriverprisen
- 2013 Kulturministeriets Forfatterpris[3]
- 2014 Børnebogspris, 2014. Gyldendals Børnebogspris
- 2017 American Library Association - Batchelder Award
- 2022 Blixen-prisen

## Film
- Nemesis (2010) FuzzFilm(Manus)
- Omveje (2012) FuzzFilm (Manus)
- Kampen (2013) FuzzFilm (Manus)